# Polonia en los Juegos Olímpicos de Albertville 1992
Polonia estuvo representada en los Juegos Olímpicos de Albertville 1992 por un total de 53 deportistas que compitieron en 9 deportes.  
El portador de la bandera en la ceremonia de apertura fue el jugador de hockey sobre hielo Henryk Gruth. El equipo olímpico polaco no obtuvo ninguna medalla en estos Juegos.